# コウフ・フィールド
コウフ・フィールド株式会社（英文名： KOFU-FIELD Co., Ltd.）は福岡県福岡市博多区に本社を置く建設会社。スポーツ施設の設計・施工、維持管理・メンテナンス、スポーツ器具やスポーツ備品等の設置・販売を手掛けている。
最先端技術を有する欧州各メーカーとの包括的業務提携を行っているのが特徴で、国内各企業との提携・連携も推し進めているスポーツフィールドの専門家集団である。

## 沿革
- 1944年 - 創業
- 1974年5月 - 法人設立
- 1999年4月 - 第2創業　代表取締役　加治木英隆就任